# Royaume d'Islande
1918 – 1944
 (25 ans, 6 mois et 16 jours)
Entités précédentes :
- État autonome islandais

Entités suivantes :
- République d'Islande

Le royaume d'Islande (en islandais : Konungsríkið Ísland - en danois : Kongeriget Island) est le régime politique de l'Islande du 1er décembre 1918 au 17 juin 1944, date à laquelle la république est proclamée. Monarchie constitutionnelle, il succède à l'État autonome islandais et représente la fin de la lutte pour l'indépendance en Islande, qui était sous le contrôle de la couronne norvégienne puis danoise depuis 1262.
L'Acte d'Union de 1918 met en place une union personnelle entre l'Islande et le Danemark, le roi de Danemark devenant roi d'Islande. Le royaume d'Islande devient alors un État souverain, qui dispose de son propre drapeau et possède qui plus est une compétence exclusive pour toutes les affaires législatives intérieures, compétence qui est exercée par le parlement islandais, l'Alþing. Néanmoins, la souveraineté islandaise n'est pas totale, puisque la gestion des affaires étrangères et la protection des eaux territoriales est assurée par le gouvernement du Danemark.
Pendant son existence, le nouveau royaume doit faire face à plusieurs défis, dont la reconstruction d'une économie mise en difficulté pendant la Première Guerre mondiale. La Seconde Guerre mondiale marque une étape décisive dans l'histoire de l'Islande, avec l'invasion de l'île par les forces britanniques. En 1944, les Islandais décident de mettre fin à leur union avec le Danemark et proclament la république le 17 juin 1944.

## Histoire

### Contexte
De l’union personnelle conclue avec la Norvège en 1536, le Danemark hérite de plusieurs territoires, dont l'Islande. Le traité de Kiel du 14 janvier 1814 avait comme objet de procéder à la liquidation du royaume norvégien. Par cet accord, le roi du Danemark céda au roi de Suède Charles XIV la totalité du territoire norvégien à l'exception du Groenland, de l'Islande et des îles Féroé,.
À partir du milieu du XIXe siècle, la lutte pour l'indépendance voit le jour en Islande, avec l'entrée sur la scène politique de Jón Sigurðsson. Les Islandais pétitionnent auprès du roi pour disposer de leur propre assemblée au lieu d'envoyer des représentants au Danemark, ce qui sera fait en 1843, lorsque le roi Christian VIII met en place une assemblée consultative, l'Alþing. Elle s'assemble pour la première fois en 1845 avec vingt représentants élus par les propriétaires terriens islandais et six désignés par le roi,.
En janvier 1874, le roi fait connaître son intention d'octroyer une constitution à l'Islande lors de sa visite pour les célébrations du millénaire. Simple ajout à la précédente loi constitutionnelle de 1871, ce texte garantit une large autonomie dans les affaires intérieures, dont une part du pouvoir législatif dévolu à l'Alþing. Toutes les lois votées par l'Alþing doivent être contresignées par le roi,. Avec l'État autonome islandais, les Islandais se montrent plutôt optimistes, jugeant que le nouveau texte leur permettra une plus grande indépendance et sortira leur île de la pauvreté.
L'année 1904 constitue un tournant dans la lutte pour l'indépendance. En effet, le pouvoir exécutif est transféré en Islande à la suite d'un amendement constitutionnel adopté par l'Althing en 1903 et accepté par les autorités danoises. Le roi du Danemark nomme Hannes Hafstein au poste de ministre d'Islande, qui reprend ainsi les fonctions jusqu'alors exercées par un Gouverneur royal.

### L'Acte de l'Union avec le Danemark
Un gouvernement d'union nationale est formé en 1917, avec à sa tête Jón Magnússon, pour faire face aux conséquences de la Première Guerre mondiale. Le principal objectif de ce nouveau gouvernement est de trouver une solution satisfaisante au contentieux politique qui l'oppose au Danemark, en prenant en compte le principe du « droit des peuples à disposer d'eux-mêmes » qui commence à apparaître en dehors de l'Islande, et notamment au Danemark qui demande à l'Allemagne de céder le territoire du Nordslesvig, majoritairement peuplé de Danois.
Les négociations entre Jón Magnússon et les autorités danoises commencent en 1917, et en 1918, les deux parties acceptent de désigner une commission parlementaire pour trouver une solution satisfaisante. Après des négociations initialement difficiles en raison du conservatisme des Danois, un accord est trouvé. Cet accord est ensuite ratifié par les parlements respectifs du Danemark et de l'Islande. Un référendum se tient le 19 octobre 1918 en Islande et permet de confirmer le traité à une large majorité.
Le traité entre en vigueur le 1er décembre 1918, l'Islande devenant ainsi un État souverain, lié au Danemark à travers une union personnelle avec le roi. Le premier article de l'acte énonce que le Danemark et l'Islande sont des États à la fois libres et indépendants, dans une union personnelle avec le Roi. Les Danois continuent de gérer les affaires internationales de l'Islande, notamment la protection de ses eaux territoriales.
Ce traité devait rester en vigueur pour une durée de 25 ans, jusqu'en 1943. Les parlements danois ou islandais pouvaient demander une révision du traité avant 1940, et si aucun nouveau traité n'était rédigé après cette date, le traité de 1918 serait automatiquement abrogé.

### Reconstruction du pays
Après la Première Guerre mondiale, l'Islande, tout comme l'Europe à cette époque, connaît une période difficile avec des marchés peu stables et des dévaluations de monnaies. 1924 marque le début d'une période prospère, qui va durer jusqu'en 1930, une très forte reprise économique qui est constatée sur l'île. La pêche devient la principale industrie d'après-guerre. De nombreux chalutiers modernes sont achetés, remplaçant les derniers voiliers. Siglufjörður, qui bénéficiait des installations construites par les Norvégiens, devient le plus grand port de pêche pour le hareng, alors qu'à Reykjavik les premières usines de congélation sont construites en 1930, ce qui aide au développement des exportations de poisson. Les centres urbains islandais disposent d'usines nécessitant une importante main d’œuvre, en particulier dans le domaine de la pêche, ce qui engendre un fort exode rural. Alors qu'en 1904, 25 % de la population vivait dans un noyau urbain de plus de 50 habitants, cette proportion est de 50 % en 1920, puis de 60 % en 1930. Malgré des avancées techniques dans le monde agricole, la part de la population engagée dans l'agriculture passe de 40 % en 1920, à 33 % en 1940.
| Année | Aires rurales | Aires urbaines | Reykjavik |
| ----- | ------------- | -------------- | --------- |
| 1890  | 61 230        | 9 697          | 3 886     |
| 1901  | 60 954        | 17 516         | 6 682     |
| 1910  | 54 455        | 37 728         | 11 600    |
| 1920  | 51 133        | 43 557         | 17 679    |
| 1930  | 45 145        | 63 716         | 28 304    |
| 1940  | 40 721        | 90 753         | 38 232    |

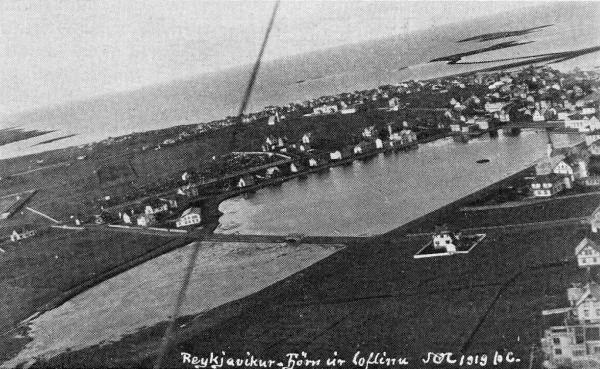
Reykjavik, capitale du Royaume d'Islande, en 1919.
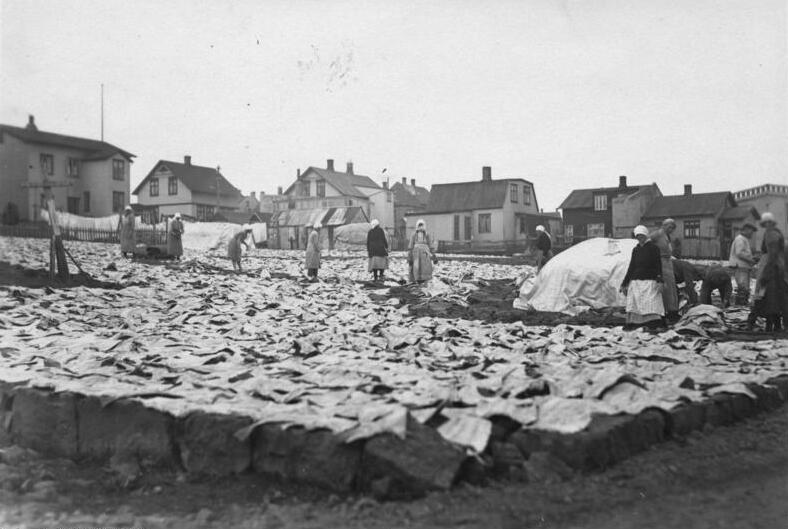
Séchage de morues.
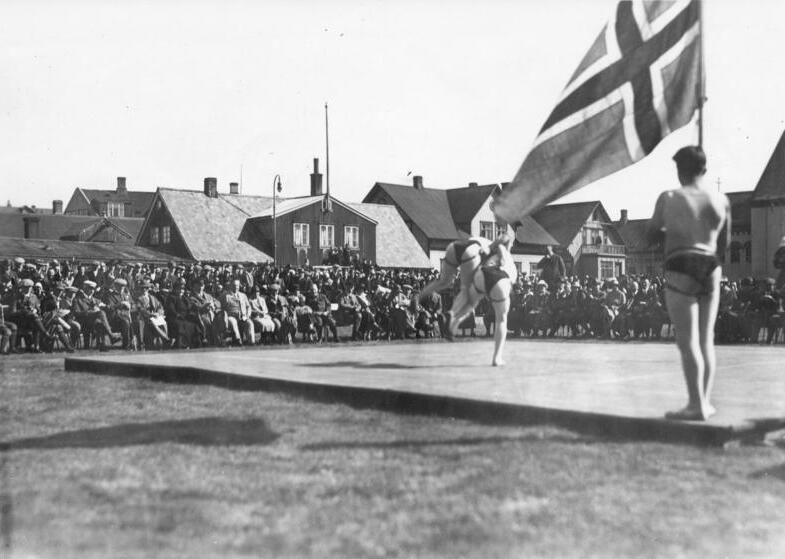
Combat de Glíma à Reykjavik.
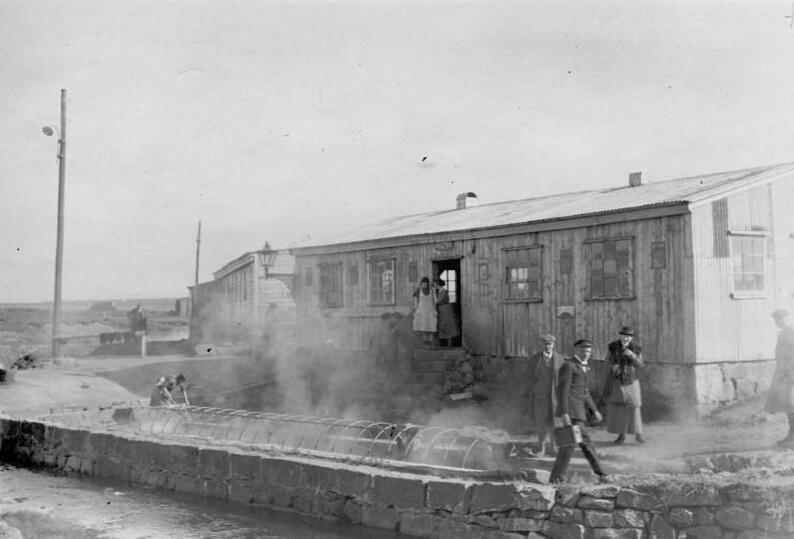
Source d'eau chaude à Laugardalur.

### La grande dépression
En 1930, le millénaire du parlement islandais, l'Althing, est commémoré. L'Althing avait été créé en 930 et avait depuis fonctionné de manière ininterrompue, hormis entre 1800 et 1845. Les principales célébrations se tiennent à Þingvellir, l'ancien site du parlement, en présence du Roi Christian X et de 35 000 personnes, soit 1/4 de la population islandaise. Cet événement marque le pic d'une période de prospérité et d'optimisme qui dure depuis la fin de la Première Guerre mondiale et le début du royaume d'Islande.
Les premières conséquences de la Grande Dépression se font ressentir en Islande vers la fin de l'année 1930. Les exportations islandaises chutent et atteignent 48 millions de couronnes en 1932, alors qu'elles étaient de 74 millions de couronnes en 1929. Les exportations ne retrouvent leur niveau d'avant-crise qu'en 1939. À cette époque, les exportations sont principalement constituées de produits de la mer (environ 90 %) et de produits agricoles (environ 10 %). La récession que connaît l'industrie de la pêche a pour conséquence une forte hausse du chômage.
À Reykjavik, les autorités municipales tentent d'agir en créant de nombreux emplois pour les chômeurs. Étant donné les fonds limités de la ville, le conseil municipal décide de baisser les salaires de ces nouveaux emplois. En réaction à cette décision, une manifestation est organisée par les travailleurs, manifestation qui se transforme en affrontements avec les forces de police. Ces émeutes mettent hors d'usage les forces de police qui comptent dans leurs rangs vingt-et-un blessés, et sept « fuyards ». Le gouvernement intervient alors pour soutenir financièrement la municipalité pour pouvoir payer intégralement les salaires.
En 1933, une aide spéciale de l'État est attribuée au secteur agricole et au secteur de la pêche qui permet à ces deux secteurs de ne pas s'effondrer, malgré une situation difficile. Le gouvernement procède à une politique de grands travaux en construisant des routes, des ponts, ainsi que des centrales hydroélectriques. La première grande centrale hydroélectrique islandaise est la centrale de Ljósifoss, qui commence à produire de l'électricité en 1937, trois ans après le début de sa construction. Une deuxième centrale est construite en 1939, sur la rivière Laxá í Aðaldal, dans le Nord du pays.
Les effets de la crise se font ressentir en Islande jusqu'en 1939. Ceci est principalement dû à la guerre civile espagnole qui commence en 1936. L'Espagne était jusqu'alors un des premiers importateurs de produits de la pêche islandais. L'exportation de poissons séchés et salés passe de 39 000 à 20 000 tonnes pendant cette période. Cette situation dure jusqu'au début de la Seconde Guerre mondiale, période pendant laquelle une envolée des prix des produits de la pêche est constatée, avec des produits qui sont majoritairement exportés vers le Royaume-Uni.

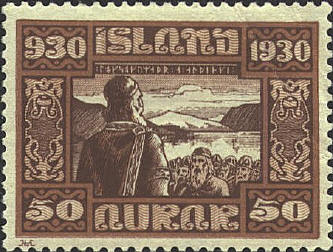
Timbre commémorant le millénaire de l'Althing.
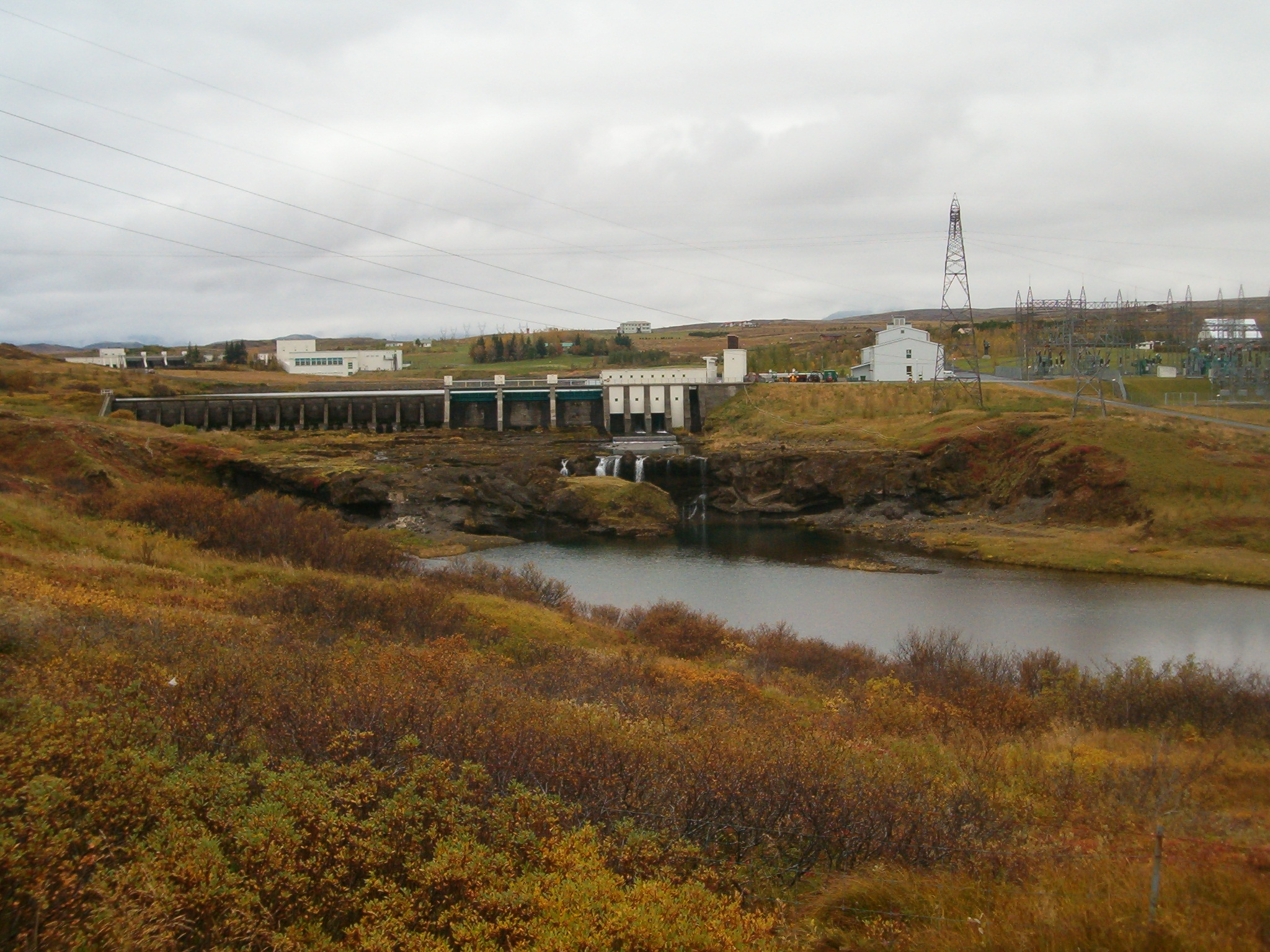
Centrale hydroélectrique de Ljósifoss, sur la Sog.

### La Seconde Guerre mondiale
Le 9 avril 1940, le Danemark est envahi par l'Allemagne à la suite de l'opération Weserübung. Ceci aura pour conséquence une occupation de l'Islande par les forces britanniques, puis américaines, afin d'éviter une invasion de l'île par l'armée allemande. La rupture des contacts avec le Danemark, et la volonté de l'Islande de voir son statut constitutionnel évoluer, précipite la déclaration d'indépendance du pays.

#### L'occupation de l'Islande
L’invasion de l'Islande, du nom de code opération Fork, est une opération militaire britannique menée par la Royal Navy et les Royal Marines le 10 mai 1940 lors de la Seconde Guerre mondiale. Cette opération, bien que violant la « neutralité perpétuelle » de l'Islande, vise à assurer une présence britannique dans l'Arctique et de garder un contrôle sur les convois alliés dans l'Atlantique nord dans le cadre de la bataille de l'Atlantique. Cette occupation était rendue nécessaire pour les Alliés, alors que le même jour, les Allemands lançaient leur grande offensive contre les Pays-Bas, la Belgique et la France, dans ce qui deviendra la bataille de France.
Les Britanniques s'étaient déjà installés sur les îles Féroé en avril 1940 (voir Occupation britannique des îles Féroé) qu'ils considéraient comme « stratégiquement important » afin de mettre en échec tout projet d'expansionnisme allemand dans l'Arctique.
L'invasion débute le 10 mai, les troupes britanniques débarquent à Reykjavik, capitale de l'Islande neutre. Ces dernières ne rencontrent aucune résistance, l'Islande ne disposant d'aucune force militaire. Elles désactivent rapidement les réseaux de communication islandais sur des endroits stratégiques et procèdent à l'arrestation des citoyens allemands. Les Britanniques réquisitionnent les moyens de transport locaux et se déploient à Hvalfjörður, Kaldaðarnes, Sandskeiði et Akranes pour prendre le contrôle des aires d'atterrissage afin de contrer une possible offensive allemande sur l'île. Dans la soirée du 10 mai, le gouvernement islandais émet une protestation, affirmant que sa neutralité « avait été violée de façon flagrante » et qu'il s'agissait d'une « atteinte à son indépendance ». Elle demande par ailleurs des indemnisations aux Britanniques, qui promettent en retour la « non-ingérence dans les affaires internes islandaises » et le retrait de toutes les forces à la fin de la guerre.
Des unités des forces armées des États-Unis comprenant un total de 28 000 hommes avec en tête la 1st Provisional Marine Brigade relèveront les britanniques à partir du 7 juillet 1941 bien que les États-Unis fussent alors encore officiellement neutres. L'Islande accepte l'arrivée des forces américaines, à condition que les États-Unis retirent l'ensemble de leurs troupes dès la fin de la guerre et qu'ils reconnaissent leur indépendance. Le président Roosevelt consent à l'ensemble des conditions posées, l'Islande fournissant alors une coopération de facto avec les puissances alliées.
Bien que l'Oberkommando der Wehrmacht (OKW) prévît d'envahir l'Islande, le plan fut abandonné en raison de problèmes logistiques (opération Ikarus). Une seule escarmouche se produira sur le territoire islandais durant le conflit mondial, lorsqu'un Focke-Wulf Fw 200 de la Luftwaffe stationné en Norvège attaquera et coulera le pétrolier britannique SS El Grillo dans le fjord de Seyðisfjörður le 17 février 1944, ne provoquant toutefois aucune perte humaine.
L'Islande demeure officiellement neutre, bien qu'elle collabore avec le Royaume-Uni et les États-Unis durant la guerre, notamment en termes de ressources énergétiques. Les forces d'occupation qui ont compté jusqu'à environ 40 000 militaires américains pour 126 000 Islandais se retireront de l'île après la capitulation allemande en 1945.

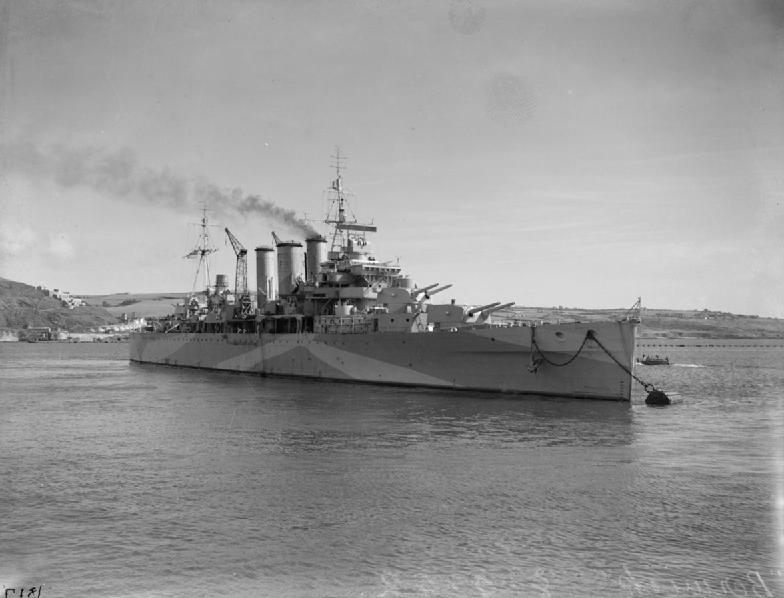
Le croiseur lourd HMS Berwick, fer de lance de l'opération britannique.
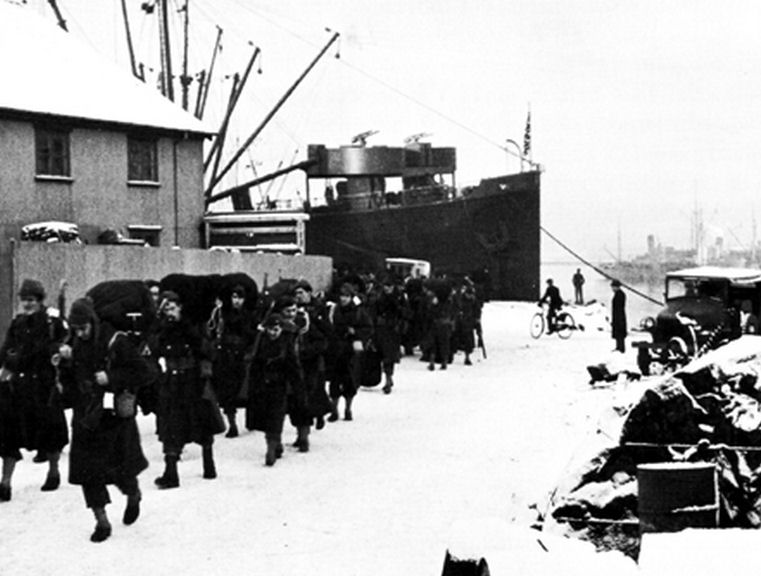
Débarquement de troupes américaines en 1942.
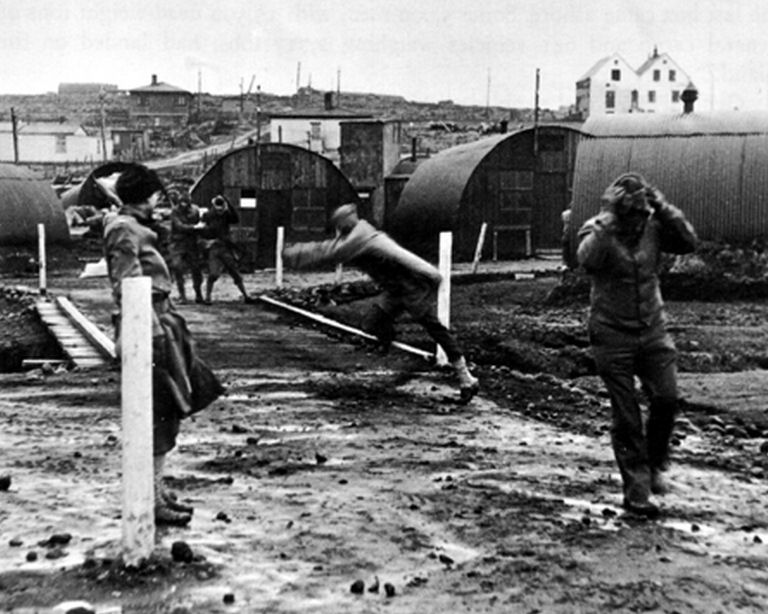
Construction de baraquements.

#### L'établissement de la république

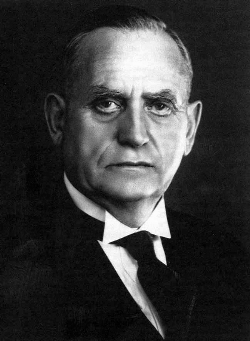
Sveinn Björnsson, régent du royaume d'Islande entre 1941 et 1944.

L'impossibilité de communiquer avec le Danemark pour discuter d'une nouvelle réforme constitutionnelle amène l'Islande à agir unilatéralement. Dans un premier temps, l'Althing décide de confier les pouvoirs attribués au Roi au gouvernement islandais : « La situation actuelle empêchant le roi d'Islande d'exercer les pouvoirs qui lui sont conférés par la Constitution, l'Alþing annonce qu'elle confie provisoirement l'exercice desdits pouvoirs au gouvernement islandais ». En 1941, l'Althing décide de nommer un régent pour qu'il puisse exercer la charge de l'État islandais, en raison de l'incapacité du Roi Christian X de remplir sa charge. Le 17 juin 1941, Sveinn Björnsson est élu régent par le Parlement islandais, et prend ses fonctions de souverain du royaume d'Islande le jour même,. En 1942, les parlementaires adoptent une nouvelle résolution : « L'Alþing se résout à déclarer que l'Islande a acquis le droit de rompre complètement son union avec le Danemark étant donné qu'elle a dû assumer la conduite de ses affaires ». Au début de l'année 1944, le parlement statue que l'Acte de l'Union de 1918 est abrogé. Cette abrogation est approuvée massivement lors d'un référendum le 24 mai 1944, tout comme la proclamation de la république d'Islande. Cette dernière sera effective le 17 juin 1944.

## Politique

### Institutions

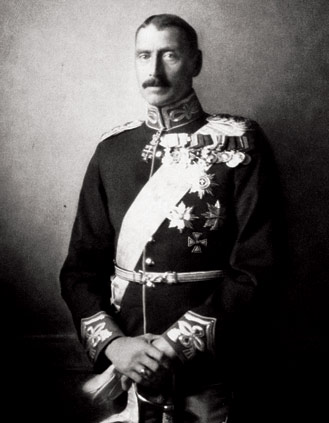
Christian X de Danemark, également roi d'Islande.

À la suite de l'acte de l'Union, l'Althing est doté d'un pouvoir illimité en ce qui concerne les affaires législatives, à l'exception des affaires étrangères, qui restent entre les mains du gouvernement danois. À la suite de l'Acte d'Union, le 18 mai 1920, une nouvelle constitution est adoptée.
En 1920, le nombre de parlementaires est de 42. La loi constitutionnelle de 1934 accroît les membres de l'Althing de sept et abaisse la majorité électorale à 21 ans.
La Cour suprême d'Islande (Hæstiréttur Íslands) est mise en place en 1920 par l'acte no 22/1919. La Cour tient sa première session le 16 février 1920. Auparavant, la Landsyfirréttur était la Cour islandaise la plus élevée, avec la possibilité de faire appel auprès de la Cour suprême du Danemark.

### Vie politique
Le Parti de l'indépendance (Sjálfstæðisflokkur) est fondé le 25 mai 1929, à la suite de la fusion du Parti conservateur et du Parti libéral. Il devient, dès sa création, le plus important parti politique islandais.

### Gouvernement
| Gouvernement                           | Dates d'exercice du gouvernement       | Alliance politique   | Parti politique du chef du gouvernement |
| -------------------------------------- | -------------------------------------- | -------------------- | --------------------------------------- |
| Gouvernement de Jón Magnússon (1er)    | du 4 janvier 1917 au 25 février 1920   | PAG/aPI langsum/Fram | PAG                                     |
| Gouvernement de Jón Magnússon (2e)     | du 25 février 1920 au 7 mars 1922      | PAG                  | PAG                                     |
| Gouvernement de Sigurður Eggerz        | du 7 mars 1922 au 22 mars 1924         | aPI                  | aPI                                     |
| Gouvernement de Jón Magnússon (3e)     | du 22 mars 1924 au 8 juillet 1926      | PC                   | PC                                      |
| Gouvernement de Jón Þorláksson         | du 8 juillet 1926 au 28 août 1927      | PC                   | PC                                      |
| Gouvernement de Tryggvi Þórhallsson    | du 28 août 1927 au 3 juin 1932         | Fram                 | Fram                                    |
| Gouvernement de Ásgeir Ásgeirsson      | du 3 juin 1932 au 28 juillet 1934      | Fram/Sj              | Fram                                    |
| Gouvernement de Hermann Jónasson (1er) | du 28 juillet 1934 au 2 avril 1938     | Fram/SD              | Fram                                    |
| Gouvernement de Hermann Jónasson (2e)  | du 2 avril 1938 au 17 avril 1939       | Fram                 | Fram                                    |
| Gouvernement de Hermann Jónasson (3e)  | du 17 avril 1939 au 18 novembre 1941   | Fram/Sj/SD           | Fram                                    |
| Gouvernement de Hermann Jónasson (4e)  | du 18 novembre 1941 au 16 mai 1942     | Fram/Sj/SD           | Fram                                    |
| Gouvernement de Ólafur Thors           | du 16 mai 1942 au 16 décembre 1942     | Sj                   | Sj                                      |
| Gouvernement de Björn Þórðarson        | du 16 décembre 1942 au 21 octobre 1944 | sans                 | indépendant                             |

- PC : Íhaldsflokkurinn (Parti conservateur). Ce parti n'existe plus.
- PAG : Heimastjórnarflokkurinn (Parti de l'auto-gouvernance). Ce parti n'existe plus.
- PI : Sjálfstæðisflokkurinn (Parti de l'indépendance).
- aPI : (ancien) Parti de l'Indépendance (aucun lien avec le précédent). aPI langsum et aPI þversum sont les deux factions du parti qui sont apparues lors d'une scission. Ce parti n'existe plus.
- AP : Alþýðubandalagið (Alliance populaire). Ce parti n'existe plus.
- Fram : Framsóknarflokkurinn (Parti du Progrès).
- SD : Alþýðuflokkurinn (Sociaux-démocrates). Ce parti n'existe plus.
- PS : Sósíalistaflokkurinn (Parti socialiste). Ce parti n'existe plus.